# Ágrip af Nóregskonungasögum
Ágrip af Nóregskonungasögum eller Ágrip er en kongesaga fra Norge. Den er skrevet på norrønt og er sammen med Historia Norvegiæ en af de synoptiske historier fra Norge.
Den bevarede tekst begynder med Hálfdan Svartes død (ca. 860) og slutter med Inge Krokrygg tiltrædelse som konge i 1136, men den originale version antages at have dækket en længere periode, sandsynligvis helt op til Sverre Sigurdssons regeringstid (1184– 1202). Sagaen blev skrevet af en norsk forfatter omkring år 1190. Det eneste bevarede eksemplar af manuskriptet er islandsk og stammer fra første halvdel af 1200-tallet. Det er skrevet på pergament og består af quire; en femte quire er tabt. Det første blad mangler ligeledes, og derfor er en eventuel titel ukendt. Navnet Ágrip af Nóregskonungasögum ("En synopsis over sagaerne om Norges konger") blev brugt i en udgave fra 1835.
Ágrip bliver ofte sammenlignet med to andre synoptiske norske historie fra samme periode, Historia Norvegiae og Theodoricus Monachus' manuskript. Den er nyskabende, da det er den første saga, der er skrevet i folkemundart. Ágrip er også den første af kongesagaerne, der citerer skjaldepoesi. Fortællingen er kort og meget mindre detaljeret end de senere kongesagaer som Fagrskinna og Heimskringla. Historien er mærkbart mere detaljeret i beskrivelser af begivenheder og steder i Trøndelag region og byen Nidaros. Sammen med sproglige faktorer er det set som et tegn på, at værket blev komponeret i Nidaros.
Ágrip er blevet oversat til dansk (1834), latin (1835), tysk (1929), nynorsk (1936) og engelsk (1995).

## Andre kilder
- Bjarni Einarsson (redaktør). Íslenzk fornrit XXIX : Ágrip af Nóregskonunga sǫgum : Fagrskinna - Nóregs konunga tal. Reykjavík: Hið íslenzka fornritafélag, 1984.
- Driscoll, M. J. (redaktør og oversætter). Ágrip af Nóregskonungasǫgum. Viking Society for Northern Research Text Series 10. 2nd ed. 2008 (1995). Available online from the Viking Society for Northern Research. ISBN 0-903521-27-X